# Reflectienevel

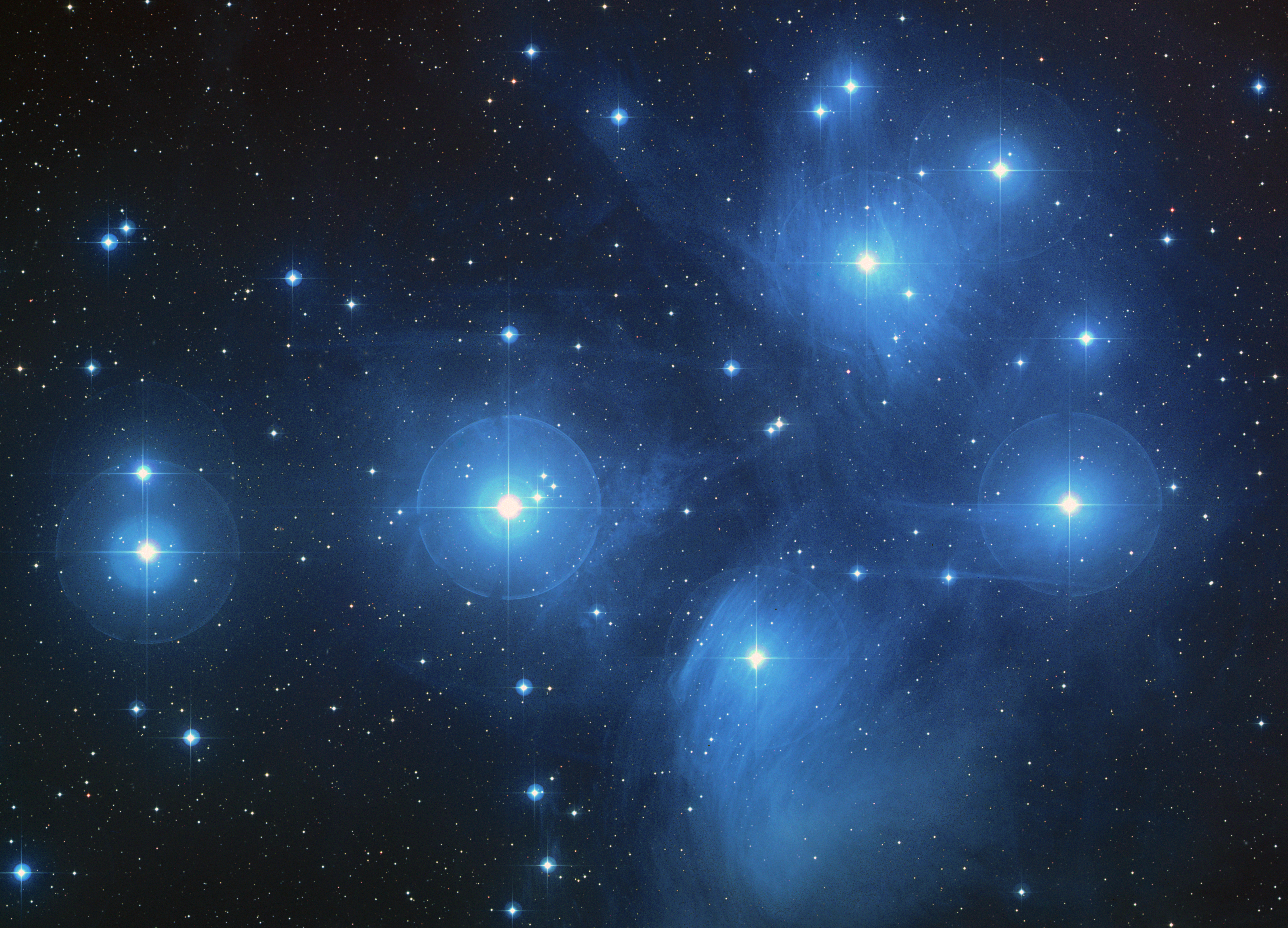
Reflectienevel rond het Zevengesternte

Een reflectienevel is een diffuse nevel die aan de hemel zichtbaar is doordat het licht van naburige sterren door het stof in de nevel wordt "gereflecteerd". In feite wordt het licht door het stof verstrooid. Dit licht kan komen van jonge sterren die net uit het gas en stof van de nevel zijn ontstaan, en niet helder genoeg zijn om het aanwezige gas te ioniseren (waardoor een H-II-gebied zou zijn ontstaan). Bij andere reflectienevels komt het licht van sterren die zich toevallig in de buurt van een interstellaire stofwolk bevinden. 
Een voorbeeld van een reflectienevel is te zien rond de sterren van het Zevengesternte.
Een variabele nevel is een reflectienevel die verandert in helderheid omdat de nevel geassocieerd is met een veranderlijke ster. Voorbeelden zijn NGC 1555 en NGC 2261.